# Лала Мехмед-паша
Лала Мехмед-паша Соколовић (умро 21. јуна 1606) је био велики везир Османског царства, српског порекла.

## Биографија
Био је рођак Мехмеда-паше Соколовића. Надимак "лала" значи тутор, а стекао га је као тутор османског принца. Обављао је функцију великог везира од 5. августа 1604. до своје смрти, на завршетку Дугог рата. Наследио га је Дервиш Мехмед-паша.